# Сампайо, Сезар
Ка́рлос Се́зар Сампа́йо Ка́мпос (порт.-браз. Carlos César Sampaio Campos; род. 31 марта 1968, Сан-Паулу) — бразильский футболист, полузащитник.

## Биография
Сезар Сампайо — один из немногих игроков, которые играли за 4 главных клуба из штата Сан-Паулу («Сантос», «Палмейрас», «Коринтианс» и «Сан-Паулу») и один из самых лучших игроков в истории «Палмейраса».
Он выиграл Золотой мяч дважды, в 1990 и 1993 годах, и поехал на Кубок Америки, но не попал на Чемпионат мира ни в 1990, ни в 1994.
Позже он в 1997 году выиграл Кубок Америки и Кубок конфедераций и играл за сборную на чемпионате мира, где забил 3 мяча. Он забил первый гол чемпионата, на 4-й минуте матча открытия между сборными Бразилии и Шотландии. Он также сделал дубль в матче против чилийцев в 1/8 турнира.

## Достижения

### Командные
- Чемпион штата Сан-Паулу: 1993, 1994
- Чемпион Бразилии: 1993, 1994
- Победитель Турнира Рио-Сан-Паулу: 1993, 2000
- Обладатель Суперкубка Азии: 1995
- Обладатель Кубка Америки: 1997
- Обладатель Кубка конфедераций: 1997
- Обладатель Кубка Императора: 1998
- Обладатель Кубка Либертадорес: 1999
- Обладатель Суперкубка Испании: 2000

### Личные
- Обладатель Серебряного мяча Бразилии: 1990, 1993
- Обладатель Золотого мяча Бразилии: 1990, 1993